# Natalie Norton
Natalie Norton (Marlton, Nueva Jersey; 31 de agosto de 1988) es una actriz pornográfica estadounidense retirada.
Norton entró en la industria pornográfica en 2008, con 20 años de edad.
Ha trabajado para estudios como Hustler, Brazzers, Wicked Pictures, Kink.com, Vivid, Digital Sin, Bang Bros, Girlfriends Films o New Sensations, entre otros.
Algunas películas de su filmografía son BatFXXX - Dark Knight Parody, Cum Coat My Throat 5, Pure Cherry Girls, Scary Big Dicks o Size Matters.
Se retiró en 2015, con algo más de 160 películas entre producciones originales y compilaciones.